# Грб Сингапура
Грб Сингапура је званични хералдички симбол Републике Сингапур. Грб је у употреби од 3. децембра 1959. године, заједно са заставом и химном.
Грб се састоји од црвеног штита на којем се налази бели полумесец и пет белих звезда које представљају демократију, мир, напредак, правду и једнакост. Поред штита, као држачи, стоје лав и тигар. Испод штита је трака са натписом "Majulah Singapura" (Напред Сингапур).